# Meister des Cambridge-Antiphonars
Als Meister des Cambridge-Antiphonars (it. Maestro dell’Antifonario di Cambridge) wird ein Buchmaler bezeichnet, der um 1260 in Italien tätig war.  Der namentlich nicht bekannte Künstler erhielt seinen Notnamen nach einer von ihm ausgemalten Handschrift, die sich heute im Fitzwilliam-Museum im englischen Cambridge befindet.  Die Handschrift ist ein Aniphonar, ein liturgisches Buch für das Stundengebet, und wurde für ein Zisterzienserkloster erstellt. Dem Meister des Cambridge-Antiphonars werden noch andere liturgische Werke zugeordnet, die er ebenfalls für den Zisterzienserorden geschaffen haben soll.